# Nils van der Poel
Nils Göran Svensson (geboren als: van der Poel) (Trollhättan, 25 april 1996) is een Zweedse voormalig langebaanschaatser. Hij was gespecialiseerd in de lange afstanden, op de WK afstanden 2021 in Heerenveen werd hij wereldkampioen op de 5000 meter en op de 10.000 meter. Dit laatste deed hij in een wereldrecord. Later verbrak hij ook het wereldrecord op de 5000m. Van der Poel won op de Olympische Winterspelen van 2022 de 5000 en de 10.000 meter. Hij brak het wereldrecord en het olympisch record op de 10.000 meter in Peking.

## Biografie
Van der Poel is geboren in Trollhättan als zoon van Georg Göran Cornelius van der Poel (roepnaam: Göran, geboren in Uddevalla in 1963) en Agneta Helen Svensson (roepnaam: Agneta, geboren in Borås). Van der Poels grootvader Leonardus Cornelius van der Poel (roepnaam: Leo) emigreerde in 1953 vanuit Nederland naar Zweden. Zijn grootvader ging werken bij een scheepswerf in Uddevalla en ontmoette drie jaar later zijn Hongaarse vrouw, van beroep verpleegkundige, die de Hongaarse Opstand (1956) was ontvlucht. Van der Poel is in de Zweedse taal opgevoed en is de Nederlandse taal niet machtig. In 2025 wijzigde hij, om anoniemer door het leven te kunnen gaan, zijn achternaam naar de achternaam van zijn moeder, namelijk Svensson.

### Carrière
Van der Poel begon al jong aan wintersport, via bandy, dat hij vanaf zijn vijfde tot zijn achtste leeftijd beoefende, ging hij langebaanschaatsen. Als junior deed Van der Poel mee aan de Olympische Jeugdwinterspelen 2012 in Innsbruck, waar hij zevende op de 1500 meter, vijfde op de 3000 meter en negende op de massastart werd. Een jaar later werd hij achtste op de 5000 meter bij de wereldkampioenschappen schaatsen junioren 2013 in Klobenstein. Weer een jaar later won hij de 5000 meter op de WK junioren 2014 in Bjugn en zijn wereldbekerdebuut maakte hij in november 2013 in Calgary.
Zijn debuut op een seniorenkampioenschap kwam op de Europese kampioenschappen schaatsen 2014 in Hamar, waar hij 24e werd. Mede door zijn 10.000 meter tijdens de vierde wereldbekerwedstrijd 10.000 meter op 11 december 2016 steeg Van der Poel op de Adelskalender van 232 naar plek 102. Bij de Olympische Winterspelen van 2018 eindigde hij als veertiende op de 5000 meter. Een maand later bij het WK Allround 2018 in het Olympisch Stadion van Amsterdam won Van der Poel de 10 kilometer waarmee hij als zesde eindigde in de eindrangschikking. Hierna richtte Van der Poel zich op zijn studie en andere trainingsvormen. Na het WK in Amsterdam volgde een jaar in het leger en daarna een jaar waarin hij zich toelegde op ultralopen: hardlopen over hele lange afstanden, tot wel 170 kilometer in 24 uur. Nog één keer meldde hij zich op zijn thuisbaan voor een schaatswedstrijd. De resultaten waren matig. Hierna kondigde hij bij het Zweeds Olympisch Comité zijn masterplan aan: het Arméns jägarbataljon, een speciale infanterie-eenheid in Zweeds Lapland waarvan 10% door de selectieprocedure komt. Majoor Jens Eliasson van het Norrland Dragoon Regiment noemde hem "een unieke persoonlijkheid die zich volledig kan inzetten voor het uitvoeren van een taak en niet van zijn stuk te brengen is". Tussen mei 2019 en augustus 2020 begint het mentale deel zijn fysieke capaciteiten door middel van ultralopen, langlaufen, hardlopen en fietsen.
In oktober, vlak voor het seizoen 2020/2021, maakte Van der Poel zijn comeback. Tijdens een internationale trainingswedstrijd in Inzell reed hij een baanrecord op de 10 kilometer. Met 12.46,91 brak hij het oude baanrecord van Bob de Jong die in 2011 12.48,20 reed. Op de Europese kampioenschappen schaatsen 2021 werd hij vierde in het allroundklassement met een tweede plaats op de 5000 meter en een overwinning op de 10.000 meter in 12.42,80.
In seizoen 2021/2022 zette Van der Poel deze lijn voort door de enige 10 kilometer in wereldbekerverband het baanrecord van de Sørmarka Arena te verbeteren met de zevende tijd ooit in 12.38,92. De eerstvolgende internationale wedstrijd was tijdens de Olympische Spelen van Peking in februari 2022. Na zijn overwinning op de 5000 meter reageerde hij tijdens een persconferentie op een Schaatsen.nl-artikel van bewegingswetenschapper Sander van Ginkel: "De Nederlanders zijn gebaat bij hard ijs, dus moet het zo koud mogelijk zijn (...) en heb het idee dat het effect sorteerde" wat volgens Van der Poel het grootste schandaal in de schaatssport was. Op 11 februari volgde zijn tweede Olympische titel in een verbetering van zijn wereldrecord van een jaar eerder: 12.30,74.
Na terugkeer van de Olympische Spelen uit China doneerde Van der Poel de gouden medaille, gewonnen in de 10.000 meter, aan de dochter van Gui Minhai, een door de Chinese regering gevangen gezette Zweedse schrijver die gepubliceerd had over het schenden van mensenrechten door de Chinese regering. Van der Poel had zich eerder al kritisch uitgelaten over het toekennen van de Olympische Spelen aan China. Zijn laatste 10 kilometer reed hij op 6 maart 2022 tijdens het WK Allround 2022 in het Noorse Hamar waar hij eveneens de titel behaalde. Zijn coach adviseerde hem om na dit seizoen voor een jaar te stoppen, omdat het trainingsprogramma dat Van der Poel draaide zeer zwaar is. Op 3 maart kondigde hij zijn afscheid als professioneel schaatser aan. Aan het einde van het seizoen was hij naar plek 16 gestegen in de Adelskalender. Hij werd ambassadeur bij SkiStar, een Zweeds bedrijf dat ski-resorts uitbaat. Daar is hij leider bij een jeugdkamp en wordt hij betrokken bij de ontwikkeling van nieuwe concepten.

## Training
Van der Poel wordt gecoacht door oud-langebaanschaatser Johan Röjler en traint voor 95% alleen. Bovendien is Van der Poel geen onderdeel van een team zoals Nederlandse schaatsers dat vaak zijn. Van der Poel traint normaal gesproken thuis in Trollhättan, een stadje boven Göteborg en niet ver van de Noorse grens. Daar ligt een ijshal waar bandy wordt gespeeld. Op de ijsvloer is ook een ijsbaan uitgezet voor langebaanschaatsen: 250 meter lang. De bochten zijn er min of meer hetzelfde als op een 400 meter baan, maar de rechte einden zijn heel kort. Van der Poels bochten zijn daardoor messcherp. Hij scheert dicht langs de bochten en hangt kenmerkend met zijn schouder in de bocht. Na de Olympische Winterspelen van Peking deelde hij zijn trainingsschema met de wereld op zijn eigen website howtoskate.se. Het document How to skate a 10k...and also half a 10k telt 62 pagina's waarin onder meer te lezen is dat hij van 23 tot en met 27 juli 2019 vijf ultralopen deed, van achtereenvolgens 9, 12, 13, 10 en 7 uur lang. In augustus 2021 zat Van der Poel 22 van de 31 dagen gemiddeld 5 uur per dag op de fiets.

## Persoonlijke records
| Afstand      | Tijd      | Datum            | Baan           |
| ------------ | --------- | ---------------- | -------------- |
| 500 meter    | 37,33     | 5 maart 2022     | Hamar          |
| 1000 meter   | 1.13,92   | 15 november 2014 | Hamar          |
| 1500 meter   | 1.47,18   | 04 december 2021 | Salt Lake City |
| 3000 meter   | 3.51,12   | 15 november 2014 | Hamar          |
| 5000 meter   | 0 6.01,56 | 3 december 2021  | Salt Lake City |
| 10.000 meter | 12.30,74  | 11 februari 2022 | Peking         |

### Wereldrecords
| Nr. | Afstand      | Tijd     | Datum            | Baan           |
| --- | ------------ | -------- | ---------------- | -------------- |
| 1.  | 10.000 meter | 12.32,95 | 14 februari 2021 | Heerenveen     |
| 2.  | 5000 meter   | 6.01,56  | 3 december 2021  | Salt Lake City |
| 3.  | 10.000 meter | 12.30,74 | 11 februari 2022 | Peking         |

### Baanrecords
| Baan           | Afstand  | Tijd     | Datum            |
| -------------- | -------- | -------- | ---------------- |
| Salt Lake City | 5000 m   | 6.01,56  | 3 december 2021  |
| Peking         | 5000 m   | 6.08,84  | 6 februari 2022  |
| Peking         | 10.000 m | 12.30,74 | 11 februari 2022 |
| Heerenveen     | 10.000 m | 12.32.95 | 14 februari 2021 |
| Stavanger      | 10.000 m | 12.38,92 | 20 november 2021 |
| Hamar          | 10.000 m | 12.41,56 | 6 maart 2022     |
| Inzell         | 10.000 m | 12.46,91 | 13 december 2020 |
| Amsterdam      | 10.000 m | 13.40,38 | 11 maart 2018    |

## Resultaten
| Jaar | EK Allround             | WK Allround            | WK Afstanden   | Olympische Spelen | Wereldbeker          | WK Junioren                              |
| ---- | ----------------------- | ---------------------- | -------------- | ----------------- | -------------------- | ---------------------------------------- |
| 2013 |                         |                        |                |                   |                      | 12e (22e, 15e, 28e, 8e) 5e Achtervolging |
| 2014 | NC24 (28e, 18e, 24e, -) | NC19 (21e, 9e, 21e, -) |                |                   | 0p 5k/10k            | 7e · (21e, 4e, 18e, )                    |
| 2015 |                         |                        |                |                   | 45e 1500m 22e 5k/10k | 8e 1500m · 5000m · 28e massastart        |
|      |                         |                        |                |                   |                      |                                          |
| 2017 | NC12 (17e, 7e, 15e, -)  |                        | 8e 10000m      |                   | 0p 1500m 19e 5k/10k  |                                          |
| 2018 |                         | 6e · (17e, 5e, 13e, )  |                | 14e 5000m         | 0p 1500m 22e 5k/10k  |                                          |
|      |                         |                        |                |                   |                      |                                          |
| 2021 | 4e · (19e, , 14e, )     |                        | 5000m · 10000m |                   | 5e 5k/10k            |                                          |
| 2022 |                         | · (14e, , 10e, )       |                | 5000m · 10000m    | 0p 1500m · 5k/10k    |                                          |

(#, #, #, #) = afstandspositie op juniorentoernooi (500m, 3000m, 1500m, 5000m) of op allroundtoernooi (500m, 5000m, 1500m, 10000m).
NC24 = niet gekwalificeerd voor de laatste afstand, maar wel als 24e geklasseerd in de eindrangschikking
0p = wel deelgenomen, maar geen punten behaald.

## Onderscheiding
In 2021 reikte oud-langebaanschaatser Tomas Gustafson hem de Oscar Mathisen-trofee uit voor zijn wereldrecord op de 10.000 meter (12.32,95) van 14 februari 2021. Op 7 januari 2023 reikte Amund Sjøbrend hem de tweede opeenvolgende Oscar Mathisen-trofee uit tijdens het EK schaatsen in Hamar voor zijn wereldrecord (12.30,74) op de 10.000 meter van 11 februari 2022 tijdens de Olympische Winterspelen in Peking.